# Il capitano del re
Il capitano del re (Le capitan) è un film del 1960 diretto da André Hunebelle.
Il film si basa su un libro di Michel Zevaco.